# Étienne de Châtillon
Pour les articles homonymes, voir Châtillon.

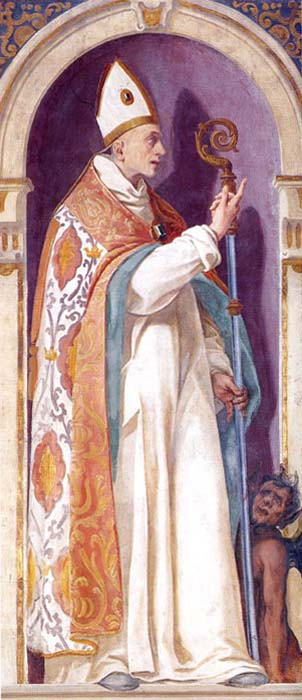
Saint Étienne de Châtillon, fresque

Saint Étienne de Châtillon, né en 1155 à Châtillon (France) et mort en 1208, est un moine chartreux, prieur de la Chartreuse de Portes dans le Bugey et évêque de Die à partir de 1202. Liturgiquement il est commémoré le 7 septembre. (le 13 octobre dans le calendrier chartreux). Il ne doit pas être confondu avec saint Étienne de Bourg, autre chartreux canonisé, et ami de saint Bruno.

## Biographie
Issu de la maison de Châtillon et de celle de Montrevel, il naît en 1155 au château de Châtillon-lès-Dombes. D'un caractère doux et modeste, il fait d'excellentes études. À vingt-six ans, il se retire à la Chartreuse de Portes.
En 1202, il devient évêque de Die.
Il meurt le 7 septembre 1208 et est inhumé dans la cathédrale de Die. En 1561, ses reliques sont détruites par les protestants.